# Municipio de Whitestone
El municipio de Whitestone (en inglés: Whitestone Township) es un municipio ubicado en el condado de Dickey en el estado estadounidense de Dakota del Norte. En el año 2010 tenía una población de 29 habitantes y una densidad poblacional de 0,31 personas por km².

## Geografía
El municipio de Whitestone se encuentra ubicado en las coordenadas 46°9′47″N 98°48′50″O / 46.16306, -98.81389. Según la Oficina del Censo de los Estados Unidos, el municipio tiene una superficie total de 94.59 km², de la cual 93,68 km² corresponden a tierra firme y (0,96 %) 0,91 km² es agua.

## Demografía
Según el censo de 2010, había 29 personas residiendo en el municipio de Whitestone. La densidad de población era de 0,31 hab./km². De los 29 habitantes, el municipio de Whitestone estaba compuesto por el 82,76 % blancos, el 3,45 % eran amerindios y el 13,79 % eran de una mezcla de razas. Del total de la población el 0 % eran hispanos o latinos de cualquier raza.